# Irma Handler
Irma Handler (6. Juli 1907 in Philippsburg – 30. Januar 1995 in Mannheim) war eine deutsche Koloratursopranistin, später Gesangspädagogin.

## Leben und Werk
Sie begann ihre Karriere in der Spielzeit 1932–1933 am Stadttheater von Aussig (Ústí nad Labem). Es folgten eine Spielzeit am Deutschen Theater Prag und jeweils zwei Spielzeiten am Stadttheater Basel und am Stadttheater Nürnberg. Es folgten zwei Langzeitengagements: Jeweils zwölf Jahre lang gehörte sie dem Ensemble der Hamburgischen Staatsoper (1938–1950) und des Nationaltheaters Mannheim (1951–1963) an. Parallel zu ihren Festengagements gastierte sie fallweise an anderen Häusern, beispielsweise 1935 in einer einzigen Rigoletto-Vorstellung an der Wiener Staatsoper als Gilda. In den späten Kriegsjahren war sie in zwei Richard-Strauss-Opern bei den Salzburger Festspielen verpflichtet – 1943 als Fiaker-Mili in Arabella und 1944 als Xanthe in Die Liebe der Danae. Auch war sie 1944 als Erste Dame in der Zauberflöte besetzt, doch diese Neuproduktion, inszeniert und dirigiert von Clemens Krauss, wurde abgesagt. Die Liebe der Danae sollte im Sommer 1944 in Salzburg uraufgeführt werden, doch aufgrund der Theatersperre nach dem Attentatsversuch vom 20. Juli 1944 kam es nur mehr zu einer öffentlichen Generalprobe. 
Irma Handler verfügte über ein breites Bühnenrepertoire. Zuvörderst sang sie die klassischen Koloratursoubretten bei Richard Strauss – Sophie, Zerbinetta, Fiaker-Mili – und die Koloraturdiven bei Mozart – Konstanze in der Entführung aus dem Serail und die Königin der Nacht in der Zauberflöte. Sie war auch die Zerlina im Don Giovanni und die Eva in den Meistersingern von Nürnberg. Sie übernahm eine Reihe lyrischer Partien, wie Elisabetta in Verdis Don Carlos und Desdemona in dessen Othello, die Marguerite im Gounod’schen Faust und die Micaela in der Carmen von Georges Bizet. Heute kaum noch aufgeführt werden Die vier Grobiane von Ermanno Wolf Ferrari und Columbus von Werner Egk; in diesen Opern sang sie die Felice bzw. die Isabella.
Nach ihrem Rückzug von der Bühne unterrichtete sie Gesang in Mannheim.

## Tondokumente
Auf einer privaten Gedächtnisplatte des Mannheimer Nationaltheaters ist ihre Stimme erhalten.